# Tina Clayton
Tina Clayton (ur. 17 sierpnia 2004) – jamajska lekkoatletka specjalizująca się w biegach sprinterskich.
W 2021 zdobyła złote medale w biegu na 100 metrów i w sztafecie 4 × 100 metrów podczas mistrzostw świata do lat 20 w Cali. Rok później, podczas juniorskiego czempionatu w Cali, obroniła obydwa tytuły mistrzowskie.
Wielokrotna złota medalistka CARIFTA Games oraz reprezentantka kraju na World Athletics Relays.
Jej siostrą bliźniaczką jest sprinterka Tia Clayton.

## Osiągnięcia
| Rok  | Impreza                | Miejsce | Konkurencja             | Pozycja    | Wynik |
| ---- | ---------------------- | ------- | ----------------------- | ---------- | ----- |
| 2021 | Mistrzostwa świata U20 | Nairobi | bieg na 100 metrów      | 1. miejsce | 11,09 |
| 2021 | Mistrzostwa świata U20 | Nairobi | sztafeta 4 × 100 metrów | 1. miejsce | 42,94 |
| 2022 | Mistrzostwa świata U20 | Cali    | bieg na 100 metrów      | 1. miejsce | 10,95 |
| 2022 | Mistrzostwa świata U20 | Cali    | sztafeta 4 × 100 metrów | 1. miejsce | 42,59 |
| 2025 | World Athletics Relays | Kanton  | sztafeta 4 × 100 metrów | 3. miejsce | 42,33 |

## Rekordy życiowe
- bieg na 100 metrów – 10,95 (3 sierpnia 2022, Cali)
- bieg na 200 metrów – 23,25 (16 marca 2019, Spanish Town)

5 sierpnia 2022 w Cali Clayton biegła w jamajskiej sztafecie 4 × 100 metrów, która czasem 42,59 ustanowiła aktualny rekord świata juniorów na tym dystansie.